# McLaren (film)
McLaren è un film documentario del 2017 scritto e diretto da Roger Donaldson.

## Trama
Il film è incentrato sulla figura del pilota automobilistico Bruce McLaren, in cui viene raccontata la storia del pilota e dell'uomo, che dal nulla è riuscito a creare una scuderia, quella che oggi è la McLaren, squadra che compete nel campionato Mondiale di Formula 1.

## Produzione
Il film è stato realizzato grazie al contributo di piloti, meccanici e ingegneri contemporanei a Bruce McLaren quali Emerson Fittipaldi, Alastair Caldwell, Robin Herd, Chris Amon, Howden Ganley, Mario Andretti, Dan Gurney, Lothar Motschenbacher e Sir Jackie Stewart. Inoltre il regista ha potuto accedere a materiale multimediale di proprietà della famiglia McLaren.

## Distribuzione
L'esordio cinematografico è avvenuto nelle sale neozelandesi il primo weekend di giugno 2017.